# Karl Brentano (Generalmajor)
Karl Gustav Brentano (* 29. November 1863 in Amöneburg; † 31. Mai 1933) war ein preußischer Generalmajor.

## Leben
Brentano trat am 23. April 1882 in das 1. Nassauische Infanterie-Regiment Nr. 87 der Preußischen Armee in Mainz ein und avancierte bis Mitte September 1883 zum Sekondeleutnant. Mit der Bildung des Infanterie-Regiments Nr. 137 erfolgte am 22. März 1887 seine Versetzung nach Straßburg. Er rückte Mitte März 1892 zum Premierleutnant auf, wurde unter Stellung à la suite des Regiments am 12. September 1896 als Kompanieführer zur Unteroffiziervorschule in Weilburg versetzt und Ende Januar 1898 zum überzähligen Hauptmann befördert. Nachdem man ihn dort Anfang April 1898 in eine etatmäßige Hauptmannstelle eingerückt hatte, trat Brentano am 17. Oktober 1899 mit der Ernennung zum Kompaniechef im Infanterie-Regiment „von Borcke“ (4. Pommersches) Nr. 21 in Thorn in den Truppendienst zurück. Unter Stellung à la suite seines Regiments wurde er am 18. Juli 1902 als Kompanieführer zur Unteroffizierschule in Potsdam versetzt und anlässlich des Ordensfestes im Januar 1904 mit dem Roten Adlerorden VI. Klasse ausgezeichnet. Brentano versah vom 10. April 1906 bis zum 17. Mai 1907 Dienst als Kompaniechef im 3. Thüringischen Infanterie-Regiment Nr. 71. Daran schloss sich eine Verwendung als Kommandeur der Unteroffizierschule in Jülich an und er avancierte Mitte September 1908 zum überzähligen Major. Am 20. Dezember 1910 erfolgte seine Versetzung zum Stab des Infanterie-Regiments „Bremen“ (1. Hanseatisches) Nr. 75 und am 21. April 1911 wurde er Kommandeur des II. Bataillons. Im Juni 1911 erhielt er die Erlaubnis zur Annahme des ihm von seinem ehemaligen Regimentschef Günther Fürst von Schwarzburg verliehenen Ehrenkreuzes II. Klasse. Mit der Beförderung zum Oberstleutnant stieg Brentano am 20. Juni 1914 zum etatmäßigen Stabsoffizier in seinem Regiment auf.
Nach der Mobilmachung anlässlich des Ersten Weltkriegs rückte das Regiment im Verbund mit der übergeordneten 33. Infanterie-Brigade in das neutrale Belgien ein und nahm an den Kämpfen um Lüttich und Mons teil. Nach weiteren Kämpfen in Frankreich erhielt Brentano für die Dauer des mobilen Verhältnisses am 17. Oktober 1914 den Rang eines Regimentskommandeurs. Drei Tage später übernahm Brentano das Kommando über das 2. Nassauische Infanterie-Regiment Nr. 88, dass in Stellungskämpfen bei Roye lag. Er wurde am 12. Januar 1915 mit dem Eisernen Kreuz I. Klasse ausgezeichnet und am 18. Februar 1915 krankheitsbedingt zu den Offizieren von der Armee versetzt.
Im weiteren Verlauf des Krieges wurde Brentano am 24. März 1917 zum Oberst befördert und war 1918 einige Zeit Kommandeur der 172. Infanterie-Brigade. Nach Kriegsende wurde er am 20. Januar 1919 Kommandeur des Infanterie-Regiments „Bremen“ (1. Hanseatisches) Nr. 75, dass sich seit dem 1. Januar 1919 in der Demobilisierung befand. In Genehmigung seines Abschiedgesuches wurde Brentano am 8. August 1919 unter Verleihung des Charakters als Generalmajor mit Pension zur Disposition gestellt.